# Nana Mizuki
Nana Mizuki (japonsky 水樹 奈々, Mizuki Nana), rodným jménem Nana Kondó (japonsky 近藤 奈々, Kondó Nana) (* 21. ledna 1980 Niihama, prefektura Ehime) je japonská zpěvačka a seijú. Od raného věku byla vyučována tradičním vokálním technikám. Jako seijú debutovala v roce 1998 a jako zpěvačka v prosinci roku 2000.
Do širokého povědomí vstoupila po vydání singlu Innocent Starter v roce 2004, který se umístil na devátém místě japonského hudebního žebříčku Oricon. Na první místo žebříčku alb poprvé dosáhla 6. června 2009 s albem Ultimate Diamond, Na žebříčku singlů pak poprvé obsadila první místo 13. ledna 2010 se singlem Phantom Minds. Je první seijú, která na týdenním žebříčku Oricon dokázala obsadit první příčku.

## Kariéra
Mizuki vyrůstala ve svém rodném městě Niihama a od pěti let studovala zpěv enky. V roce 1993 vydala na kazetě pod jménem Nana Kondó svůj první singl s názvem Cugazakura (japonský název pro rostlinu z rodu fylodoce). Její záliba v anime v ní podnítila chuť stát se seijú. Její první rolí byla postava Čisato Kadokury ve hře Noël: La Neige. V roce 1997 vydala pod jménem Čisato Kadokura singl Girls’s Age.
Ve věku 20 let uspořádala svůj první koncert, kde byla zpozorována skautem z japonské nahrávací společnosti King Records, s níž následně podepsala smlouvu. V roce 2000 vydala první singl pod uměleckým jménem Nana Mizuki, Omoi, o rok později pak své první album Supersonic Girl. V průběhu následujících let její popularita vzrůstala; zlomovým momentem její kariéry bylo vydání singlu Innocent Starter 6. října 2004, který se umístil na devátém místě japonského hudebního žebříčku Oricon. Titulní skladba posloužila jako úvodní znělka anime série Mahó šódžo Lyrical Nanoha, v níž Mizuki zároveň nadabovala postavu Fate Testarossy.
V roce 2009 se se svým albem Ultimate Diamond jako první seijú v historii umístila na první příčce týdenního žebříčku Oricon. Během prvního týdne se prodalo více než 74 000 kopií alba, celkově překonalo hranici 100 000 prodaných kusů. Ve stejném roce poprvé vystoupila v novoročním televizním pořadu Kóhaku uta gassen s písní Šin ai.
V lednu 2010 se se svým 21. singlem Phantom Minds v týdenním žebříčku singlů poprvé umístila na prvním místě.
Svůj hlas propůjčila mimo jiné oficiálnímu maskotovi japonské verze Windows 7 jménem Madobe Nanami, přezdívané OS-tan. „Madobe“ znamená „u okna“; „Nana“ ve jméně Nanami může znamenat „sedm“ a zároveň jde o odkaz na Mizučino křestní jméno.

## Diskografie

### Studiová alba
| Název               | Detaily o albu                                                                         | Umístění v Oriconu | Certifikace           |
| ------------------- | -------------------------------------------------------------------------------------- | ------------------ | --------------------- |
| Supersonic Girl     | - Vydáno: 5. prosince 2001 - Vydavatelství: King Records - Formát: CD                  | 60                 |                       |
| Magic Attraction    | - Vydáno: 6. listopadu 2002 - Vydavatelství: King Records - Formát: CD                 | 21                 |                       |
| Dream Skipper       | - Vydáno: 27. listopadu 2003 - Vydavatelství: King Records - Formát: CD                | 25                 |                       |
| Alive & Kicking     | - Vydáno: 8. prosince 2004 - Vydavatelství: King Records - Formát: CD                  | 17                 |                       |
| Hybrid Universe     | - Vydáno: 3. května 2006 - Vydavatelství: King Records - Formát: CD, CD+DVD            | 3                  |                       |
| Great Activity      | - Vydáno: 14. listopadu 2007 - Vydavatelství: King Records - Formát: CD, CD+DVD        | 2                  |                       |
| Ultimate Diamond    | - Vydáno: 3. června 2009 - Vydavatelství: King Records - Formát: CD, CD+DVD            | 1                  | Japonsko: zlatá deska |
| Impact Exciter      | - Vydáno: 7. července 2010 - Vydavatelství: King Records - Formát: CD, CD+DVD          | 2                  | Japonsko: zlatá deska |
| Rockbound Neighbors | - Vydáno: 12. prosince 2012 - Vydavatelství: King Records - Formát: CD, CD+DVD, CD+BD  | 2                  | Japonsko: zlatá deska |
| Supernal Liberty    | - Vydáno: 16. dubna 2014 - Vydavatelství: King Records - Formát: CD, CD+DVD, CD+BD     | 1                  | Japonsko: zlatá deska |
| Smashing Anthems    | - Vydáno: 11. listopadu 2015 - Vydavatelství: King Records - Formát: CD, CD+DVD, CD+BD | 2                  | Japonsko: zlatá deska |
| Neogene Creation    | - Vydáno: 21. prosince 2016 - Vydavatelství: King Records - Formát: CD, CD+DVD, CD+BD  | 2                  |                       |
| Cannonball Running  | - Vydáno: 11. prosince 2019 - Vydavatelství: King Records - Formát: CD, CD+DVD, CD+BD  | 3                  |                       |
| Delighted Reviver   | - Vydáno: 6. července 2022 - Vydavatelství: King Records - Formát: CD, CD+DVD, CD+BD   |                    |                       |

### Kompilační alba
| Název          | Detaily o albu                                                                     | Umístění v Oriconu | Certifikace           |
| -------------- | ---------------------------------------------------------------------------------- | ------------------ | --------------------- |
| The Museum     | - Vydáno: 7. února 2007 - Vydavatelství: King Records - Formát: CD, CD+DVD         | 5                  | Japonsko: zlatá deska |
| The Museum II  | - Vydáno: 23. listopadu 2011 - Vydavatelství: King Records - Formát: CD+BD, CD+DVD | 3                  | Japonsko: zlatá deska |
| The Museum III | - Vydáno: 10. ledna 2018 - Vydavatelství: King Records - Formát: CD+BD, CD+DVD     | 2                  |                       |

### Singly
| Rok                                                                           | Název                                   | Umístění v Oriconu | Certifikace           | Album                     |
| ----------------------------------------------------------------------------- | --------------------------------------- | ------------------ | --------------------- | ------------------------- |
| 2000                                                                          | „Omoi“                                  | 184                |                       | Supersonic Girl           |
| 2001                                                                          | „Heaven Knows“                          | —                  |                       | Supersonic Girl           |
| 2001                                                                          | „The Place of Happiness“                | —                  |                       | Supersonic Girl           |
| 2002                                                                          | „Love & History“                        | 49                 |                       | Magic Attraction          |
| 2002                                                                          | „Power Gate“                            | 50                 |                       | Magic Attraction          |
| 2002                                                                          | „Suddenly: Meguriaete / Brilliant Star“ | 20                 |                       | Magic Attraction          |
| 2003                                                                          | „New Sensation“                         | 20                 |                       | Dream Skipper             |
| 2003                                                                          | „Still in the Groove“                   | 17                 |                       | Dream Skipper             |
| 2004                                                                          | „Panorama“                              | 14                 |                       | Alive & Kicking           |
| 2004                                                                          | „Innocent Starter“                      | 9                  |                       | Alive & Kicking           |
| 2005                                                                          | „Wild Eyes“                             | 13                 |                       | Hybrid Universe           |
| 2005                                                                          | „Eternal Blaze“                         | 2                  |                       | Hybrid Universe           |
| 2006                                                                          | „Super Generation“                      | 6                  |                       | Hybrid Universe           |
| 2006                                                                          | „Justice to Believe / Aoi Iro“          | 4                  |                       | The Museum Great Activity |
| 2007                                                                          | „Secret Ambition“                       | 2                  |                       | Great Activity            |
| 2007                                                                          | „Massive Wonders“                       | 4                  |                       | Great Activity            |
| 2008                                                                          | „Starcamp EP“                           | 5                  |                       | Ultimate Diamond          |
| 2008                                                                          | „Trickster“                             | 2                  | Japonsko: zlatá deska | Ultimate Diamond          |
| 2009                                                                          | „Šin’ai“                                | 2                  |                       | Ultimate Diamond          |
| 2009                                                                          | „Mugen“                                 | 3                  |                       | Impact Exciter            |
| 2010                                                                          | „Phantom Minds“                         | 1                  | Japonsko: zlatá deska | Impact Exciter            |
| 2010                                                                          | „Silent Bible“                          | 3                  |                       | Impact Exciter            |
| 2011                                                                          | „Scarlet Knight“                        | 2                  | Japonsko: zlatá deska | The Museum II             |
| 2011                                                                          | „Pop Master“                            | 3                  |                       | The Museum II             |
| 2011                                                                          | „Džunkecu Paradox“                      | 3                  |                       | The Museum II             |
| 2012                                                                          | „Synchrogazer“                          | 2                  |                       | Rockbound Neighbors       |
| 2012                                                                          | „Time Space EP“                         | 3                  |                       | Rockbound Neighbors       |
| 2012                                                                          | „Bright Stream“                         | 2                  | Japonsko: zlatá deska | Rockbound Neighbors       |
| 2013                                                                          | „Vitalization“                          | 3                  | Japonsko: zlatá deska | Supernal Liberty          |
| 2014                                                                          | „Kindan no Resistance“                  | 5                  |                       | Smashing Anthems          |
| 2015                                                                          | „Eden“                                  | 2                  |                       | Smashing Anthems          |
| 2015                                                                          | „Angel Blossom“                         | 4                  |                       | Smashing Anthems          |
| 2015                                                                          | „Exterminate“                           | 3                  |                       | Smashing Anthems          |
| 2013                                                                          | „Starting Now!“                         | 3                  |                       | Neogene Creation          |
| 2017                                                                          | „Destiny's Prelude“                     | 3                  |                       | The Museum III            |
| 2017                                                                          | „Testament“                             | 2                  |                       | The Museum III            |
| 2018                                                                          | „Wonder Quest EP“                       | 3                  |                       | Singly bez alb            |
| 2018                                                                          | „Never Surrender“                       | 5                  |                       | Singly bez alb            |
| 2019                                                                          | „Metanoia“                              | 8                  |                       | Singly bez alb            |
| 2019                                                                          | „Defender'Z Brand!“                     | 13                 |                       | Singly bez alb            |
| 2020                                                                          | „Fire Scream / No Rain, No Raindow“     | 2                  |                       | Delighted Reviver         |
| 2021                                                                          | „Get up! Shout!“                        | 5                  |                       | Delighted Reviver         |
| „—“ značí singly, které nebyly umístěny v hitparádách nebo vydány v dané zemi |                                         |                    |                       |                           |